# Erioptera (Erioptera) hohensis
Erioptera (Erioptera) hohensis is een tweevleugelige uit de familie steltmuggen (Limoniidae). De soort komt voor in het Nearctisch gebied.